# اندی مینتوس
اندی مینتوس (انگلیسی: Andy Mientus؛ زادهٔ ۱۰ نوامبر ۱۹۸۶) هنرپیشه، خوانندگی اهل ایالات متحده آمریکا است. وی از سال ۲۰۰۸ میلادی تاکنون مشغول فعالیت بوده‌است.
از فیلم‌ها یا برنامه‌های تلویزیونی که وی در آن نقش داشته‌است می‌توان به در جستجوی زندگی و فلشاشاره کرد.
وی علناً دوجنس‌گراست.  و با مایکل اردن ازدواج کرده‌است.